# Cípsela (Arcádia)
Cípsela (em grego: Κύψελα; romaniz.: Kýpsela; lit. arca) foi uma antiga cidade-fortaleza grega da Parrásia, na Arcádia. Durante a Guerra do Peloponeso, foi ocupada e fortificada pelos mantineios de modo a poderem conturbar o distrito lacedemônio de Escirítia. Segundo um dos mapas de Heinrich Kiepert, Cípsela é identificada com a cidade de Basilis, uma vez que a última teria sido fundada pelo tirano Cípselo; William Smith rejeita essa teoria dada a distância entre Basilis e Escirítia.